# 西条エリ子

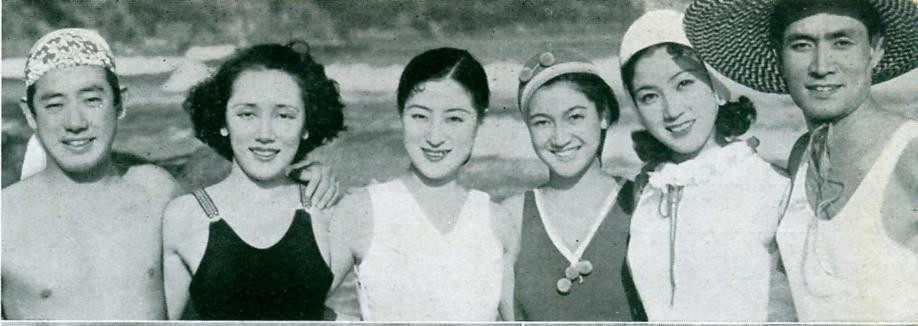
1936年頃の日活若手俳優、左から伊沢一郎、本人、近松里子、原節子、黒田記代、中田弘二（『日活画報』1936年7月号）

西条 エリ子（さいじょう エリこ）は、日本の俳優。1930年代のレビュー・ブーム期に「娘役」として人気を博した。戦前の松竹歌劇団（SKD）のスターで『いま道のべに』に野口冨士男は「西条エリ子ほどきれいなレビューの踊子は空前絶後」であり「舞台姿はもちろんのこと、すぐ傍で見てもぞくぞくするほど美しかった」と回想している。1935年、彼女と男装の麗人増田富美子はの心中を未遂。同性愛の駆け落ちとして話題になった。
1929年に行われた東京松竹楽劇部（のちの松竹歌劇団）第2期生募集の試験に合格し、東京松竹の一員となる。同期生にオリエ津阪がいる（オリエの当時の芸名は「津阪織江」）。1933年の京都日日新聞には「東都レヴユー界の明星」と銘打たれて、1期生の水の江瀧子、津阪オリエ（オリエ津阪）と並んで西条の名前が挙げられている。

## 出演作品
- 若さと熱の集団芸術松竹少女歌劇の一日、1933年
- うら街の交響楽、1935年
- 緑の地平線 前編・後編、1935年
- 白衣の佳人、1936年

## 参考資料
- 中野栄太郎「男装の麗人と西条エリ子 渦中に居合はして 同性愛死未遂のいきさつ」『戦前期同性愛関連文献集成』第3巻、不二出版、2006年、313-314頁、ISBN 4-8350-5753-8。
- 西条エリ子「男装の麗人・増田富美子の死を選ぶまで」『戦前期同性愛関連文献集成』第3巻、不二出版、2006年、315-317頁、ISBN 4-8350-5753-8。